# Parque del Majuelo
El parque del Majuelo es una zona verde periurbana de La Rinconada, provincia de Sevilla, Andalucía, España.

## Características
Fue inaugurado en 2001 con 9 hectáreas. Se encuentra junto al río Guadalquivir. En 2009 fue ampliado hacia el sur y pasó a tener 21 hectáreas. Ese mismo año se creó una ruta verde que conecta este parque con la pedanía de San José.
En el parque tiene su sede la compañía cia majareta, compañía de espectáculos y performances.